# Łubowo (gemeente)
De gemeente Łubowo is een landgemeente in het Poolse woiwodschap Groot-Polen, in powiat Gnieźnieński.
De zetel van de gemeente is in Łubowo.
Op 30 juni 2004 telde de gemeente 5271 inwoners.

## Oppervlakte gegevens
In 2002 bedroeg de totale oppervlakte van gemeente Łubowo 113,41 km², waarvan:
- agrarisch gebied: 82%
- bossen: 9%

De gemeente beslaat 9,04% van de totale oppervlakte van de powiat.

## Demografie
Stand op 30 juni 2004:
| Omschrijving                   | Totaal | Totaal | Vrouwen | Vrouwen | Mannen | Mannen |
| ------------------------------ | ------ | ------ | ------- | ------- | ------ | ------ |
| eenheid                        | aantal | %      | aantal  | %       | aantal | %      |
| inwoners                       | 5271   | 100    | 2655    | 50,4    | 2616   | 49,6   |
| bevolkingsdichtheid (inw./km²) | 46,5   | 46,5   | 23,4    | 23,4    | 23,1   | 23,1   |

In 2002 bedroeg het gemiddelde inkomen per inwoner 1389,57 zł.

## Administratieve plaatsen (sołectwo)
Baranowo, Dziekanowice, Fałkowo, Imielno, Imielenko, Lednogóra, Leśniewo, Łubowo, Myślęcin, Owieczki, Pierzyska, Rybitwy, Rzegnowo, Siemianowo, Strychowo, Wierzyce, Woźniki, Żydówko.

## Overige plaatsen
Chwałkówko, Moraczewo, Przyborowo

## Aangrenzende gemeenten
Czerniejewo, Gniezno, Kiszkowo, Kłecko, Pobiedziska